# Azamara Club Cruises
Azamara Club Cruises (tidligere Azamara Cruises) er et krydstogtrederi, der ejes af det norsk-amerikanske rederi Royal Caribbean Cruises Ltd. Selskabet har i øjeblikket to skibe og snart 3, Azamara Journey, Azamara Quest og Azamara Pursuit.

## Skibe
| Skib            | Byggeår | Passagerkapacitet | Bruttoregisterton | Kommentar                                           |
| --------------- | ------- | ----------------- | ----------------- | --------------------------------------------------- |
| Azamara Journey | 2000    | 694               | 30.277            | Tidligere Blue Dream og R Six                       |
| Azamara Quest   | 2000    | 694               | 30.277            | Tidligere Blue Moon, Delphin Renaissance og R Seven |
| Azamara Pursuit |         |                   |                   |                                                     |